# زيد بنيامين
زيد بنيامين اوشانا من مواليد 27 ايار مايو 1980، وهو صحفي عراقي ولد في مدينة كركوك (300 كلم شمال شرقي العاصمة العراقية بغداد) عمل بنيامين في عدة مؤسسات عربية وغربية ويعمل حالياً مراسلاً في واشنطن لإذاعة «راديو سوا» الممولة من قبل الكونغرس الأمريكي ومقرها في سبرنغفيلد بولاية فرجينيا.

## حياته
انتقل زيد بنيامين في وقتِ مبكر من حياته من كركوك إلى بغداد مع عائلته وعاش اغلب سنواته في العاصمة العراقية بغداد حيث درس في ابتدائية البحتري (البكر سابقاً) ثم متوسطة المنصور واعدادية المنصور للبنين التي تخرج منها في 1998.ثم اكمل دراسته الجامعية في كلية الهندسة المدنية بجامعة بغداد في عام 2002 ثم تحول إلى المجال الاعلامي في عام 2003 بعد سفره إلى امارة دبي بدولة الإمارات العربية المتحدة وذلك لشغفه بالإعلام وخصوصاً بعد الغزو الأمريكي للعراق.

## في الإعلام
برز زيد بنيامين في العمل الاعلامي بعد انضمامه كمحرر في القسم الرياضي في صحيفة ايلاف الالكترونية التي تصدر من لندن في مايو 2005  وسرعان ما انتقل بعدها للعمل في اقسام الصحيفة الأخرى ومن ابرزها قسم الترجمة.
كتب مقالات توضح تاريخ عدد من الشخصيات التي قامت بادوار اساسية في تحديد شكل منطقة الشرق الأوسط مثل نوري السعيد  وعلي حسن المجيد ابن عم الرئيس العراقي الاسبق صدام حسين  كما عمل على ترجمات تتعلق بوثائق لاحداث وقعت في المنطقة مثل التحقيقات مع الرئيس العراقي الأسبق صدام حسين  والدراسة العسكرية الاميركية الخاصة بغزو العراق واسباب هزيمة القوات العراقية في عام 2003 
في يناير 2009 قام زيد بنيامين بتغطية بطولة كأس الخليج بكرة القدم في العاصمة العمانية مسقط، واثارت إحدى مقالاته ازمة بعد خلاف على حقوق النقل التلفزيوني بين قناة الجزيرة صاحبة حقوق النقل والقنوات الخليجية الأخرى التي لم يسمح لها بالدخول إلى الملاعب. الازمة اندلعت بعد تصريح لمدير قناة دبي الرياضية راشد اميري قال فيها ان قناة الجزيرة الرياضية “احتلت ملعبين ولكنها لم تحتل مسقط” وهو ما اعتبرته وسائل اعلام عُمانية بانه اساءة لبلادهم ما دفع اميري لنفي صحة ما نقل عنه في مقابلة مع قناة الدوري والكأس القطرية دون ان يسمح لفريق ايلاف بالمداخلة لتقوم الصحيفة بعد ذلك بنشر التسجيل الخاص بتصريح اميري على موقعها الإلكتروني 

## الخلاف مع قائد عام شرطة دبي
في 2009 تعرض زيد بنيامين لانتقادات شديدة من قائد عام شرطة دبي الفريق ضاحي خلفان تميم على خلفية ترجمته لمقال عن صحيفة التايمز البريطانية يتحدث عن تراجع الاوضاع الاقتصادية في الامارة بعد الازمة التي اجتاحت العالم بسبب انهيار سوق العقار. تميم اتهم بنيامين بالمساهمة في نشر اشاعة تتحدث عن تراكم سيارات المقيمين في دبي في مطارها الدولي والعودة إلى بلادهم بسبب اخراجهم من وظائف وهو الامر الذي نفاه تميم.

## مقتل السفير الأميركي في ليبيا
في 12 ايلول/سبتمبر 2012 اشارت مجلة فورين بولسي الاميركية إلى ان زيد بنيامين كان أول صحفي ينشر صور تؤكد وفاة سفير الولايات المتحدة في ليبيا كريستوفر ستيفنز جراء هجوم وقع على مبنى تابع للقنصلية التابعة لواشنطن في بنغازي.

## تعليق حسابه في تويتر
في 20 اب/أغسطس 2014 قامت إدارة موقع تويتر للتواصل الاجتماعي بتعليق حساب زيد بنيامين لفترة محدودة على الموقع بعد ان كان أوَّل من نشر صور توضح ذبح الصحفي الاميركي جيمس فولي من قبل تنظيم الدولة الإسلامية (داعش).
تعليق الحساب تسبب بردود افعال من الصحف الغربية اذ قالت مجلة فورين بولسي الاميركي إن خطوة تويتر تتعارض مع سياسة الموقع المعلنة مع عدم غلق حسابات التي تقوم بنشر اخبار اوتعليقات عن العنف بغرض العمل الصحفي في اطار جمع الاخبار.
واضافت المجلة ان خطوة تويتر جاءت رغم ان زيد بنيامين نشر صور مأخوذة من الفيديو دون ان يتضمن ما نشره لحظة ذبح الضحية كما لم ينشر رابطاً للفيديو.
فيما اشارت صحيفة هافينغتون بوست الاميركية إلى ان ذلك مؤشر على الصعوبة التي يواجهها موقع تويتر مع تحديد الدوافع وراء نشر المحتوى الموقع.
وفي 23 أكتوبر 2018 قامت إدارة موقع تويتر بتعليق حساب زيد بنيامين للمرة الثانية ولأسباب مجهولة.

## قناة التلفزيون العربي
زيد بنيامين يعمل حاليا مراسلا لقناة التلفزيون العربي في واشنطن.